# Midden-Ooster
Midden-Ooster is een voormalig waterschap in de provincie Groningen.
Het schap is een voortzetting van het waterschap Kraaibosch waaraan drie kleine, naamloze polders (van 35, 40 en 31 ha) zijn toegevoegd.
Het lag ten zuidoosten van Veendam. De noordgrens lag bij de Lloydsweg en het verlengde hiervan tot de Zuiderweg, de oostgrens lag bij de Kromme- of Tibbenwijk, de zuidgrens bij het Zuidwendingerhoofdiep en de Ommelanderwijk, de westgrens lag bij het Beneden Oosterdiep. Het stoomgemaal sloeg uit op het Oosterdiep en stond op de plek van het huidige Stationspark.
Waterstaatkundig gezien ligt het gebied sinds 2000 binnen dat van het waterschap Hunze en Aa's.